# Operacja Gniew Boży
Treść tego artykułu może nie być zgodna z zasadami neutralnego punktu widzenia,
ponieważ jest nacechowana emocjonalnie.
Dokładniejsze informacje o tym, co należy poprawić, być może znajdują się w dyskusji tego artykułu.
 Po wyeliminowaniu niedoskonałości należy usunąć szablon [[Szablon:Dopracować|]] z tego artykułu.
Operacja Gniew Boży  lub Operacja Gniew Boga (hebr. מבצע זעם האל, Miwca Za’am Ha’el) – specjalna operacja wywiadu izraelskiego rozpoczęta w 1972 roku, zlecona przez ówczesną premier Izraela Goldę Meir, po zamachu podczas igrzysk olimpijskich w Monachium, przeprowadzonym przez palestyńską organizację terrorystyczną Czarny Wrzesień.
W latach 1972 do 1979 liczne grupy operacyjne wspólnych sił, Mosadu i izraelskich agencji wywiadowczych tropiły na całym świecie członków i liderów Czarnego Września, stojących za zamachem podczas Igrzysk Olimpijskich w Monachium w 1972. Tajnym oddziałem odwetowym dowodził Mike Harari.
Operacja Gniew Boży była przejawem zaostrzenia polityki Izraela wobec palestyńskich ugrupowań i organizacji terrorystycznych.
Członkami grup szturmowych i operacyjnych byli głównie ludzie młodzi i wykształceni (zarówno kobiety, jak i mężczyźni), werbowani z szeregów wojska – Cahal, jak i spośród agentów Mossadu. Jako rozkaz mieli wytropić i zlikwidować wyznaczone cele – członków organizacji terrorystycznych. Werbowani według specyficznego „klucza”, działali głównie z pobudek ideologicznych, a nawet osobistych – co było główną przyczyną skuteczności operacji.
W stosunkowo krótkim okresie działacze grup terrorystycznych, czujący realną groźbę zaistniałą w związku z wyjątkową skutecznością agentów, znaleźli schronienie w Libanie, a przede wszystkim w Bejrucie, co zmusiło szefów Mossadu do eskalacji działań i pracy operacyjnej na terenie obcych państw. To właśnie w Bejrucie dokonano egzekucji trzech głównych szefów wykonawczych Czarnego Września: Muhammada Jusufa an-Nadżdżara, Kamala Adwana i Kamala Nasira (operacja „Źródło Młodości”).
Działania izraelskiego rządu, przeprowadzane nieoficjalnie i „za plecami” USA – głównego sojusznika Izraela – spotykały się z liczną krytyką i silnym sprzeciwem na arenie międzynarodowej.
Doprowadziło to do licznych aresztowań i kilku „pokazowych” procesów agentów operacyjnych, działających głównie poza granicami Izraela.
Operacja Gniew Boży zakończyła się w 1979 roku, wraz z wyeliminowaniem szefa Czarnego Września – Alego Hasana Salamy, który stał za zamachem z 1972 roku jako szef organizacyjny. Ostateczną akcję przeprowadziła agentka Mosadu o nazwisku Erika Chambers, po miesiącach pracy operacyjnej na terenie Bejrutu i systematycznym „zbliżaniu się” do otoczenia działaczy Czarnego Września, zdołała umieścić ładunek wybuchowy na drodze konwoju wiozącego Alego Hasana Salamę i zdetonować go dokładnie w momencie, gdy był mijany przez jego samochód.
Wśród kilku innych zabójstw i zamachów poszukuje się związków z Operacją Gniew Boży. Jednym z nich jest zamach na Abu Dawuda, dowódcę Czarnego Września, który otwarcie przyznał się do udziału w planowaniu akcji w Monachium. Dawud został trafiony siedmioma kulami 1 sierpnia 1981 w holu warszawskiego hotelu Victoria. Dawud twierdził, że zaatakował go Mosad, ale jak dotąd nie ma pewności, kto stał za zamachem, zwłaszcza że inny przywódca Czarnego Września Salah Chalaf, znany jako Abu Ijad został zlikwidowany w Tunisie w 1991 r. przez Organizację Abu Nidala.
Operacja Gniew Boży stała się inspiracją i tematem filmu Monachium (2005) w reżyserii Stevena Spielberga, z Erikiem Baną i Danielem Craigiem w rolach głównych, a wcześniej Miecz Gideona z 1986 opartych na książce George’a Jonasa Monachium. Zemsta.